# Jean Deguise
Pour les articles homonymes, voir Deguise.
Jean Deguise (1910-1981) est un agriculteur et un homme politique français.

## Biographie
Né le 10 juin 1910 à Douchy, il fait son entrée dans la vie politique en se faisant élire en 1935 maire de Fluquières, un petit village près de Saint-Quentin.
Il reste à ce poste jusqu'en 1945, date à laquelle il est élu maire de son village natal. Il se présente aux élections cantonales de 1949, dans le canton de Vermand et se fait élire conseiller général.
En 1955, il se fait élire sénateur sous l'étiquette MRP. Il conservera ce mandat jusqu'en 1971, date à laquelle il ne se fera pas réélire. À la suite de cette défaite, il démissionne du poste de conseiller général mais conserve toutefois son  mandat de maire jusqu'en 1977. Il meurt dans son village, à l'âge de 70 ans, le 3 janvier 1981.